# Tiefrastenhütte
Die Tiefrastenhütte ist eine Schutzhütte der Sektion Brixen des AVS auf 2312 m s.l.m. Höhe in den Pfunderer Bergen, einer Untergruppe der Zillertaler Alpen in Südtirol, Italien.

## Lage und Umgebung
Die Tiefrastenhütte liegt neben dem Tiefrastensee im oberen Winnebachtal, einem nördlichen Seitental des Pustertals. Sie befindet sich auf dem Gebiet der Gemeinde Terenten.
Der einfachste Anstieg zur Hütte erfolgt durch das Winnebachtal gegen Norden. Am Pfunderer Höhenweg gelegen dient sie als Stützpunkt für Wanderungen zu den umliegenden Bergen, etwa zur Eidechsspitze, Hochgrubbachspitze oder Kempspitze. Gegen Osten erreicht man von hier Mühlwald. Wenn man dem Weg nach Nordwesten über die Hochsägescharte zum Passenjoch folgt, kann man von dort Richtung Westen nach Pfunders und Richtung Nordosten nach Lappach absteigen.

## Geschichte
Eine erste Hütte am Tiefrastensee wurde 1912 von der Sektion Brixen des DuOeAV als Fritz-Walde-Hütte erbaut. Den Namen verdankte sie einem Brixner Kaufmann, der sich als Sektionsmitglied besonders um die Errichtung des Schutzhauses verdient gemacht hatte. Nachdem sie in den Sommermonaten 1913 und 1914 erstmals bewirtschaftet worden war, beendete der Beginn des Ersten Weltkriegs vorerst ihre alpinistische Nutzung. Nach Kriegsende enteignete der italienische Staat den Alpenverein und übergab die Hütte dem Club Alpino Italiano, der sie bis zum Zweiten Weltkrieg führte. 1944 wurde sie zunächst geplündert und in der Folge durch einen Brand zerstört. 1975 begannen die Sektion Brixen sowie die Ortsstellen Terenten und Vintl des Alpenvereins Südtirol, am selben Standort einen Neubau zu errichten. 2004 erfolgte eine Renovierung.